# Frank Defays
Pour les articles homonymes, voir Defays.
Frank Defays est un joueur professionnel de football belge reconverti en entraineur, né le 23 février 1974 à Namur. Defays était un joueur jouant au poste de défenseur de 185 cm pour 81 kg.

## Biographie

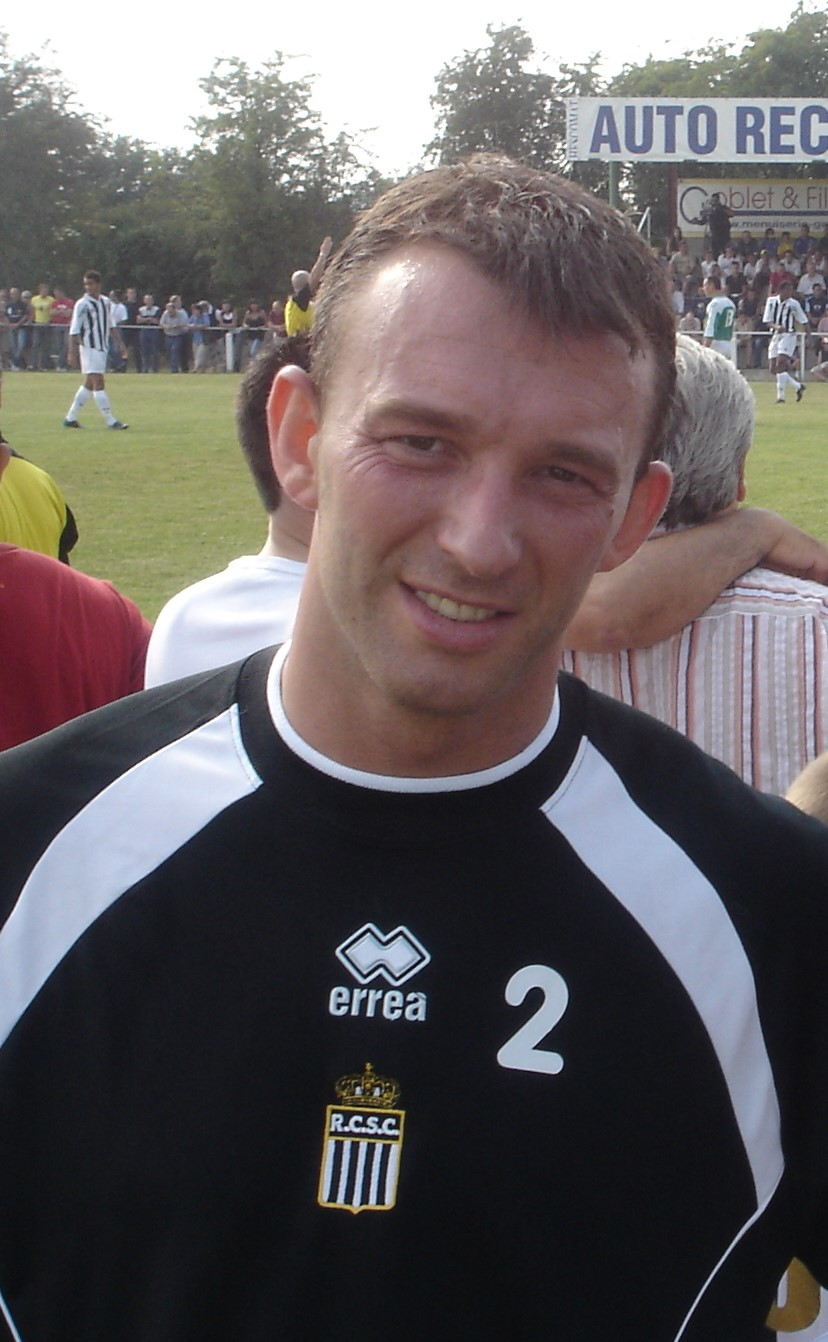
Frank Defays portant le maillot du Sporting Charleroi en 2005

### Carrière de joueur
Frank Defays évolue jusqu'en 2009 au sein du Sporting de Charleroi dont il est le capitaine. Il arrive au club lors de la saison de 1999-2000 en provenance de l'Union Royale Namur. À Charleroi, il connaît plusieurs saisons difficiles, frôlant la relégation en 2000 (16e), 2003 (16e) et 2004 (15e).
Il part ensuite jouer au F91 Dudelange au Luxembourg, où il termine sa carrière de joueur.

### Carrière d’entraîneur

#### Royal Excelsior Virton
Il commence sa carrière d'entraîneur en 2011 au Royal Excelsior Virton évoluant en D3B, avec lequel il obtient le titre de champion en mai 2013.
Il parvient à maintenir aisément Virton en 2e division lors de la saison 2013-2014, le club se classant à une honorable 13e place, un exploit pour un des plus petits budgets de la division 2 belge.
La saison 2014-2015 voit le club gaumais jouer un rôle plus important, celui-ci parvenant à se mêler à la lutte pour le tour final. Le club de Frank Defays manquera le tour final mais finit à une belle 6e place.

#### Royal Excel Mouscron
Le 14 février 2018, il est nommé entraineur du Royal Excel Mouscron, club de D1 professionnelle en remplacement de Mircea Rednic. Il en est limogé le 30 août 2018 à la suite du départ catastrophique du club mouscronnois pour la saison 2018-2019 avec 5 défaites lors des 5 premiers matchs.

#### Racing FC Union Luxembourg
2 mois et demi après son renvoi de l'Excel Mouscron, il retrouve de l'embauche en signant le 11 novembre 2018 au RFC Union Luxembourg, en D1 luxembourgeoise.
Son contrat prend effet le 1er janvier 2019 et court jusqu'en 2023.

#### Charleroi SC
Le 21 juin 2019, il quitte le Luxembourg, une clause étant prévue dans son contrat en cas d'offre en Belgique, pour devenir l'adjoint de Karim Belhocine dans le club de son cœur, le Sporting de Charleroi.
Il conserve son rôle d'adjoint dans le staff d'Edward Still (nl) à l'arrivée de celui-ci pour la saison 2021-2022. Fin octobre 2022, la direction se sépare de ce dernier pour résultats insuffisants et Defays reprend le poste d'entraîneur principal ad interim.
Le 2 décembre 2022, il retrouve son poste d'adjoint à la suite de l'arrivée de Felice Mazzù comme nouvel entraîneur principal du club.
Le 6 mars 2023, il remplace Abder Ramdane comme entraîneur principal de l'équipe U23 du club, tout en conservant ses fonctions d'entraîneur adjoint de l'équipe première.

## Clubs

### Comme joueur
- 1980 - 1988 :  RES Jambes
- 1988 - 1999 :  UR Namur
- 1999 - 2009 :  Charleroi SC
- 2009 - 2010 :  F91 Dudelange

### Comme entraineur
- 2011-fév. 2018 :  RE Virton
- fév. 2018-août 2018 :  RE Mouscron
- jan. 2019-juin 2019:  Racing FC Union Luxembourg
- oct 2022-:  Charleroi SC